# 恩寵 (キリスト教)
本項目では、キリスト教における恩寵（おんちょう、ギリシア語: χάρις, ラテン語: Gratia, 英語: the divine grace, ロシア語: Благодать）、すなわち神の人間に対する働きかけ、神の人類に対する慈愛を意味する概念につき扱う。恩恵、聖寵、神の恵み、恵みとも表記される。
キリスト教の伝統においては、生の変革をも意味することとなっていった。

## 旧約聖書における記述
「恵み」（ヘブライ語でヘーン）の語彙は、ユダヤ教とキリスト教が正典とする旧約聖書にある。記述例としては
主、主、憐み深く恵みに富む神、忍耐強く、慈しみとまことに満ち、幾世代にも及ぶ慈しみを守り、罪と背きと過ちを赦す。（出エジプト記　34章6〜7節、新共同訳聖書から）
などがある。

## 各言語における表記および概念
「恩寵」と「憐み」は、関連付けられて論じられる事もあるが、日本語のみならず日本語以外の言語でも別の語彙として示される、厳密には別の概念を持つ言葉である。
旧約聖書のヘブライ語における「ヘーン(hen)」は、七十人訳聖書では「χάρις(charis)」と訳され、日本聖書協会訳聖書では「恵み」「神の恵み」などと訳される。対して、ヘブライ語の「ヘセド(hesed)」には七十人訳聖書では「エレオス(ἔλεος, eleos)」が当てられ、日本聖書協会訳聖書では「憐み」などと訳される。
| ヘブライ語    | ギリシア語 （七十人訳聖書）    | 英語  | 日本語                     |
| ヘーン(hen)   | χαρις(charis) ハリス（カリス） | grace | 恩寵・神の恵み・聖寵・恩恵 |
| ヘセド(hesed) | ἔλεος(eleos) エレオス          | mercy | 憐み                       |

### ヘブライ語における諸概念
「恩寵（神の恵み）」の概念の祖形はヘブライ語版旧約聖書およびギリシア語訳旧約聖書（七十人訳聖書）に存在する。ヘブライ語版旧約聖書において、「恵み」と、これに関連のある「憐み」とは、別の語彙で言い表されている。
- ヘーン（「恵み」「恩寵」） - 恩恵的意味。神が敬虔な者・苦しんでいる者を好意を以て省みる事を意味する。旧約における多くの場合に、契約において明らかになったように、選ばれるに値しない民が神によって選ばれた事を言い表している。
- ヘセド（「憐み」） - 契約に基づく親愛の関係。神の民に対する神の態度のみならず、人々が助け合う義務を負いながら互いに向け合う感情などについて、誠実な親切心といった心情を言い表すために用いられる。
- ラハミーム - 罪のゆるしに言及する。

### ギリシア語における諸概念
「恩寵（神の恵み）」「憐み」の概念については、キリスト教において、主にギリシア語を用いつつ発展した解釈がなされていく事となった。ギリシア語訳旧約聖書（七十人訳聖書）において、ヘブライ語の「ヘーン」「ヘセド」に、ギリシア語の"χάρις"、"ἔλεος"が対応して翻訳された。
キリスト教において概念の発展に伴い、人間の生の変革を意味するようになる。

### 恩寵、聖寵、神の恵みなどの日本語表記
キリスト教が日本に伝えられた際、"ギリシア語: χάρις"(英語: Grace)につき様々な訳がなされていった。
「神の恵み」は日本聖書協会の口語訳聖書・新共同訳聖書、他にも新改訳聖書などで一般的な表記であるが、正教会では恩寵（おんちょう）が一般的表記である。カトリック教会では、かつては聖寵（せいちょう）と訳され、例えば伝統的な祈祷文「アヴェ・マリア」の文語訳（天使祝詞）では「めでたし聖寵…」と唱えられていた。いまは「恩寵」と表記される例も稀にあるが、カトリック教会のカテキズムや公式文書等では「恵み」「神の恵み」「恩恵」と表記されている。また、プロテスタントにも「恩寵」の語彙を用いるものがある。古くは「恩典」（中国語でも「恩典」）などともいった。

## キリスト教
恩寵（神の恵み）については、キリスト教（ことに西方教会）において様々な議論がなされてきた。恩寵については、イエス・キリストの生涯、特に死と復活を通して示された神の愛を言い表す言葉であるという見解については教派を超えた一致がみられるが、その恩寵を巡る概念・神学については様々な見解・議論が起きてきた。

### 新約聖書における記述
- 新約聖書に記述のある箇所（他にも沢山の用例がある）
  - ローマの信徒への手紙3章24節
  - エフェソの信徒への手紙2章8節

### 概念についての諸見解

#### 西方教会
アウグスティヌスは、恩寵（神の恵み、恩恵）を強調したので、「恩恵の博士」（doctor gratiae）と呼ばれる。ペラギウスの唱えたペラギウス主義が「功績による救済」であるのに対し、アウグスティヌスは「恩恵による救済」を教えた。アウグスティヌスは人間が全的に堕落し、救われるためには恩寵によらなければならないが、神はすべての人を救われるのではなく、救われるべき人々を神があらかじめ選ばれたという予定説を展開した。西方教会における論争で、アウグスティヌスの立場が正統であり、ペラギウスは異端であると認められたが、カルタゴ教会会議（418年）と第二オランジュ教会会議（529年）で、アウグスティヌスの予定に関する見解は、緩和された形で承認された。ただし、アウグスティヌスを聖人と認めるカトリック教会・正教会・非カルケドン派正教会においては、アウグスティヌスの見解を予定説とはみなさない。
ベンジャミン・ウォーフィールドは、宗教改革はアウグスティヌスの教会論に対する彼の恩恵論の勝利であると言った。マルティン・ルターは、アウグスティヌスの恩恵論を信仰義認によって表現される、「教会が立つか、倒れるかの条項」とみなした。
改革派の考え方では、恩寵は一般恩寵と特別恩寵に分けられる。一般啓示は自然、人間の良心、歴史において啓示されており、一般の人々に知られているが、一般恩寵は堕落の結果を制御するもので、人を救いに導くものではない。特別恩寵は神の特別啓示である聖書に啓示されており、人を救いに導く神の特別な恵みである。

### 祈り・歌・人名などにおける用例
祈祷文「アヴェ・マリア」では、ラテン語冒頭部分に"Ave Maria,gratia plena" と「恩寵」を意味する"gratia" が入っており、かつて日本のカトリック教会で唱えられていた文語訳の「天使祝詞」では「聖寵」と訳されていた。また現在の公式口語訳では「恵み」と訳されている。また、「アメイジング・グレイス」は著名な賛美歌で歌詞中の"grace"は「恩寵」「神の恵み」の意味である。正教会の聖歌で「恩寵」が題名に含まれているものとしては「恩寵を満ち被る者」が、生神女に向けた聖歌として代表的である。
英語ではグレース（「恵み」、grace）の類語としてマーシー（「憐み」、mercy）がある。スペイン語ではグラシア（「恵み」、gracia）の類語としてメルセデス（「憐み」、mercedes）がある。英語のグレース・マーシー、スペイン語その他のメルセデスなどは、西欧諸国で好んで女性名として用いられている。また日本でも、クリスチャンの人々が子供に「恵」（男子はめぐむ、女子はめぐみ）、「恵子」（女子）などの命名をする例もある。
イギリス君主を始め、ヨーロッパの君主の称号においてはしばしば『神の恩寵による』を冠する例が見られる。これは王権の源泉を神に求める王権神授説によるものである。